# Răzvan Theodorescu
Emil Răzvan Theodorescu (n. 22 mai 1939, București, România – d. 6 februarie 2023, București, România) a fost un istoric de artă și politician român, membru titular al Academiei Române (din 2000) și vicepreședinte al acesteia (din 20 aprilie 2018, reales la 4 mai 2022). A fost senator din partea PSD în legislatura 2000-2004 și ministru al culturii.

## Biografie
La data de 9 februarie 1990, Răzvan Theodorescu a fost numit în funcția de președinte al Radioteleviziunii Române. A fost criticat pentru manipulările proferate de Televiziunea Română sub directoratul său, în legătură cu mineriada din iune 1990.
La 14 decembrie 2004 a fost numit în funcția de membru în Colegiul Național al Institutului Revoluției Române din Decembrie 1989.
În ianuarie 2007 a fost ales membru în două academii din sud-estul Europei: Academia albaneză și Academia macedoneană.
În 2008 a fost desemnat ambasador al Alianței Civilizațiilor pentru România.
A fost membru al Academiei Oamenilor de Știință din România (AOSR).
Răzvan Theodorescu a fost laureat al Premiului Herder (1993) și a fost distins cu Ordinul Național „Pentru Merit” în grad de Comandor.
Răzvan Theodorescu a încetat din viață în data de 6 februarie 2023 la București. A fost înmormântat pe 8 februarie 2023 la Cimitirul Bellu, cu onoruri militare.

## Lucrări publicate
Răzvan Theodorescu a publicat peste 15 lucrări de istorie, artă românească și europeană și circa 600 de articole în reviste din țară și străinătate. 
- Mănăstirea Dragomirna (1965)
- Mănăstirea Bistrița (1966)
- Biserica Stavropoleos (1967)
- Bizanțul, Balcanii și Occidentul la începuturile culturii medievale românești (Secolele X-XIV) (Editura Academiei Române, 1974)
- Un mileniu de artă la gurile Dunării (400-1400) (Editura Meridiane, București, 1976)
- Itinerarii medievale (Editura Meridiane, București, 1979)
- Piatra celor trei prelați (Editura Meridiane, București, 1979)
- Apel la istorie (Editura Sport-Turism, București, 1980)
- Civilizația românilor între medieval și modern. Orizontul imaginii (1550-1800) - 2 vol. (Editura Meridiane, București, 1992)
- Drumuri spre ieri (Editura Fundației Culturale Române, București, 1992)
- Cele 900 zile ale „manipulării” (Editura Tinerama, București, 1994)
- Pictura murală moldovenească din secolele XV și XVI (Editura UNESCO, București, 1995)
- Românii și Balcanicii în Civilizația sud-est europeană (Editura Enciclopedică, București, 1999)
- Puțină Istorie (Editura Fundației Culturale Române, București, 1999)

## Distincții
A fost distins cu mai multe titluri, printre care:
- Ordinul Artelor și Literelor al Republicii Franceze, în grad de Cavaler, 1997
- Ordinul Național „Pentru Merit” în grad de Mare Ofițer, 2000
- Ordinul Artelor și Literelor al Republicii Franceze, în grad de Comandor, 2003
- Ordinul „Crucea Moldavă”, 2003
- Cavaler al „Crucii Căzăcești cu spade”, Ucraina, 2004
- Ordinul „Crucea Sf. Apostol Andrei”, 2004
- Cavaler al Ordinului Purtătorilor de Cruce ai Sfântului Mormânt, Ierusalim, 2004